# Mosteiro de Östanbäck

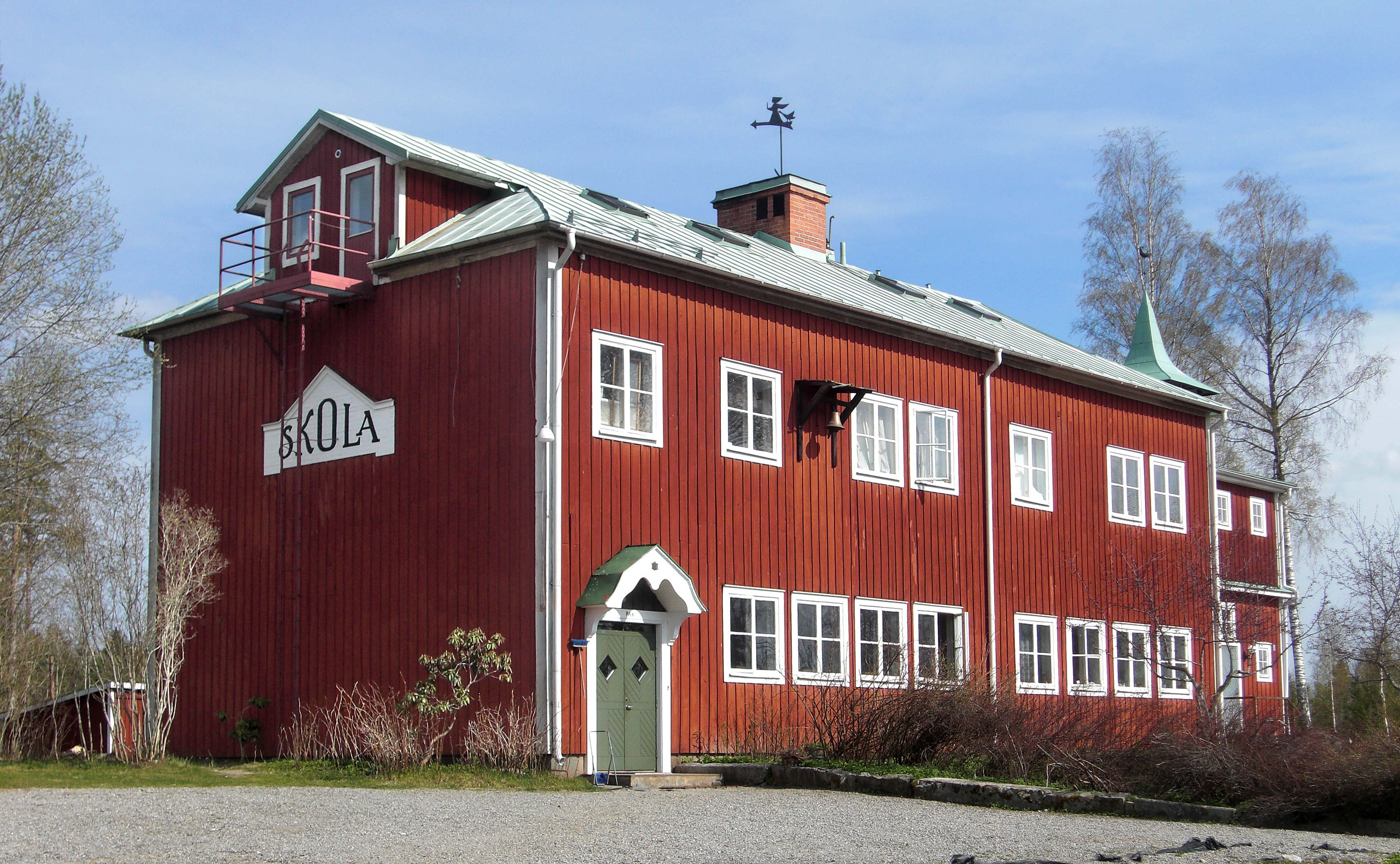
Mosteiro de Östanbäck

O Mosteiro de Östanbäck é um mosteiro luterano beneditino para homens da Igreja da Suécia, localizado nos arredores de Sala, na Suécia. 

## História
A origem do mosteiro está no Movimento da Alta Igreja Luterana. Em 14 de fevereiro de 1960, quatro estudantes de teologia, tanto da Universidade de Lund quanto da Universidade de Uppsala, fizeram seus votos, formando a Fraternidade da Santa Cruz sob a orientação espiritual de um padre franciscano anglicano, em preparação para o estabelecimento de uma ordem religiosa. O período de estudo e preparação os levou posteriormente à renovação beneditina na Igreja Católica Romana durante o Concílio Vaticano II.
Por fim, os primeiros irmãos mudaram-se para Östanbäck em novembro de 1970. A capela e o mosteiro foram consagrados em 20 de julho de 1975 pelo bispo local, Bengt Sundkler.

## Dias de hoje
Os irmãos atualmente seguem a Regra de São Bento. 
O mosteiro possui uma fábrica de velas em Östanbäck,  que produz este produto de diversos tamanhos e formatos, entre elas as velas pascais.
O líder do mosteiro é o Padre Cesarius Cavallin, OSB. Tal como os abades beneditinos anglicanos, ele é regularmente convidado como observador para as conferências dos abades beneditinos em Roma.

## Comunidades Comparáveis
Outras comunidades luteranas beneditinas para homens são a "Congregação dos Servos de Cristo" na Casa de Santo Agostinho em Oxford, Michigan, Estados Unidos, e o "Priorado de São Wigbert" na Alemanha.